# INPEX新潟ビルディング
INPEX新潟ビルディング（インベックスにいがたビルディング）は、新潟県新潟市中央区にある株式会社INPEXの完全子会社である、株式会社INPEX JAPANの東日本鉱業所本部などが設置されているオフィスビルである。
2021年12月末に営業を終了した新潟帝石ビルディング（にいがたていせきビルディング）の跡地に建設され、2024年11月に竣工。本項では、新潟帝石ビルディングについても扱う。

## 概要
東大通り（新潟県道33号新潟停車場線）に面しており、鉄筋コンクリート構造の地上10階建て、延床面積は19,289平方メートルである。
1階には、最大7店舗の飲食店、2階から7階には各企業のオフィスが入る予定。

## 歴史

### 新潟帝石ビルディング
1958年に、新潟駅が流作場地内の現在の弁天にあたる位置から花園に移転。新潟帝石ビルディングは、その3年後の1961年(昭和36年)に新潟駅前の東大通に竣工した。1970年(昭和45年)より立体駐車場営業開始。2002年にリニューアル工事、2006年には耐震工事を実施した。
東大通（新潟県道33号新潟停車場線）に面して本館がありその裏手に別館があった。本館は鉄筋コンクリート構造の5階建てで延べ床面積約9450平方メートル、同じ敷地内にある別館は2階建て約950平方メートル、駐車場などを含む敷地面積は約2900平方メートルであった。2006年に帝国石油と国際石油開発が経営統合した国際石油開発帝石（現INPEX）の子会社であるインペックスビジネスサービスが土地と建物を所有。INPEXが事務所を置くほか、賃貸オフィスビルとして2019年3月時点で39社が入居していた。
2019年に老朽化を理由に建て替えが発表され、2021年12月末に営業を終了。2022年2月に解体に着手。跡地にINPEX新潟ビルディングが建設された。

### 沿革
- 1961年(昭和36年)：竣工。
- 1970年(昭和45年)：立体駐車場営業開始。
- 2002年(平成14年)：リニューアル。
- 2021年12月(令和3年)：閉鎖
- 2022年(令和4年)2月：解体に着手。9月：INPEX新潟ビルディングの建設に着工。
- 2024年(令和6年)11月26日：INPEX新潟ビルディング竣工[9]。INPEX完全子会社のINPEX JAPAN東日本鉱業所本部（同年10月に、東日本鉱業所の運営がINPEX本体からINPEX JAPANに移管され発足）などが12月入居開始。

## アクセス
- JR新潟駅万代口より徒歩2分
- バス停「新潟駅」徒歩1分

## その他
新潟駅の万代口広場は狭隘で、ロータリー内に全ての路線バスを乗り入れることができないため、高速バスと朝ラッシュ時の一部路線バスの降車場が当ビル前に設けられている（詳しくは新潟駅や新潟交通のバス路線一覧を参照）。